# Kirsty Muir
Kirsty Muir (ur. 5 maja 2004 w Aberdeen) – brytyjska narciarka dowolna, specjalizująca się w slopestyle'u i Big Air.
Po raz pierwszy na arenie międzynarodowej pojawiła się 15 sierpnia 2018 roku w Cardronie, gdzie w zawodach Australia/New Zealand Cup zajęła trzecie miejsce w slopestyle'u. W 2019 roku wystąpiła na mistrzostwach świata juniorów w Kläppen, zdobywając srebro w slopestyle'u i brąz w Big Air. Na rozgrywanych rok później igrzyskach olimpijskich młodzieży w Lozannie wywalczyła srebrny medal w Big Air. W Pucharze Świata zadebiutowała 3 listopada 2019 roku w Modenie, plasując się na 13. pozycji w Big Air. Tym samym już w debiucie zdobyła pierwsze pucharowe punkty. Na podium zawodów tego cyklu pierwszy raz stanęła 20 marca 2021 roku w Aspen, kończąc rywalizację w slopestyle'u na drugiej pozycji. W zawodach tych rozdzieliła Francuzkę Tess Ledeux i Anastasiję Tatalinę z Rosji. W klasyfikacji końcowej slopestyle'u w sezonie 2020/2021 zajęła drugie miejsce.
W 2021 roku wystartowała na mistrzostwach świata w Aspen, gdzie zajęła szóste miejsce w slopestyle'u i jedenaste w Big Air. Na rozgrywanych rok później  igrzyskach olimpijskich w Pekinie była piąta w Big Air i ósma w slopestyle'u.

## Osiągnięcia

### Igrzyska olimpijskie
| Miejsce | Dzień     | Rok  | Miejscowość | Konkurencja | Zwyciężczyni     |
| ------- | --------- | ---- | ----------- | ----------- | ---------------- |
| 5.      | 8 lutego  | 2022 | Pekin       | Big Air     | Eileen Gu        |
| 8.      | 15 lutego | 2022 | Pekin       | Slopestyle  | Mathilde Gremaud |

### Mistrzostwa świata
| Miejsce | Dzień    | Rok  | Miejscowość | Konkurencja | Zwyciężczyni        |
| ------- | -------- | ---- | ----------- | ----------- | ------------------- |
| 6.      | 13 marca | 2021 | Aspen       | Slopestyle  | Eileen Gu           |
| 11.     | 16 marca | 2021 | Aspen       | Big Air     | Anastasija Tatalina |
| 4.      | 4 marca  | 2023 | Bakuriani   | Big Air     | Tess Ledeux         |
| 6.      | 21 marca | 2025 | Engadyna    | Slopestyle  | Mathilde Gremaud    |

### Puchar Świata

#### Miejsca w klasyfikacji generalnej
- sezon 2019/2020: 137.

Od sezonu 2020/2021 klasyfikacja generalna została zastąpiona przez klasyfikację Park & Pipe (OPP), łączącą slopestyle, halfpipe oraz big air.
- sezon 2020/2021: 5.
- sezon 2021/2022: 16.
- sezon 2022/2023: 8.
- sezon 2023/2024: 15.
- sezon 2024/2025: 15.

#### Miejsca na podium zawodach
1. Aspen – 20 marca 2021 (slopestyle) – 2. miejsce
2. Mammoth Mountain – 4 lutego 2023 (slopestyle) – 2. miejsce
3. Pekin – 2 grudnia 2023 (big air) – 2. miejsce
4. Copper Mountain – 16 grudnia 2023 (big air) – 3. miejsce